# Геолингвистика
Геолингвистика — одна из отраслей лингвистики, содержательное наполнение которой существенно разнится в различных лингвистических школах. Некоторые лингвисты рассматривают её как раздел лингвистической географии, другие рассматривают её более широко, как разновидность социально-экономической географии. По оценке профессора С. Н. Кузнецова, «в понимании задач и пределов компетенции геолингвистики единства не наблюдается. Между собой конкурируют несколько воззрений. Одни исследователи стремятся минимализировать область геолингвистики, другие, наоборот, придают ей значение своего рода планетарной модели, описывающей общемировую лингвистическую ситуацию».
Одна академическая традиция рассматривает понятия «география диалектов», «лингвистическая география», «языковая география» как синонимы геолингвистики. Сведение геолингвистики к разработке языковых карт характерно для китайского, французского, японского, русского и испанского языков. В немецком языке понятие геолингвистики рассматривается как синоним терминам Sprachgeographie («языковая география»), Dialektgeographie («диалектная география») и Areallinguistik («ареальная лингвистика»).
Существует ряд организаций, объединяющих специалистов по геолингвистике, наиболее известные из них — Азиатское геолингвистическое общество (Япония), Международное общество диалектологии и геолингвистики (Европа) и Американское геолингвистическое общество (США). Выходит два специализированных журнала — Geolinguistics (издается Американским геолингвитическим обществом) и Géolinguistique (издаётся университетом Гренобля).
Американское геолингвистическое общество интерпретирует геолингвистику как «академическую дисциплину, включающую анализ последствий географического расположения, распределения и структуры разновидностей языков в рамках временной структуры либо изолированно, либо в контакте и/или конфликте друг с другом; изначально была определена Марио Пеем как отрасль лингвистики, которая будет использоваться для объектно-ориентированного исследования проблем функционирования языка с использованием междисциплинарных подходов». Наряду с этим, в Миссии Общества упоминается сбор и распространение «современных знаний о современных языках мира, диалектах и других языковых вариантах в контексте их распространения и использования, их относительной практической значимости, их предполагаемой полезности и фактической доступности с экономической, политической и культурной точек зрения, их генетическая, историческая и географическая идентификация и использование в устной и письменной форме». Также упоминается об интересе Общества к «языковой географии, межъязыковым контактам и конфликтам, лингвистическому планированию и политике, лингвистическому образованию и более широким аспектам социолингвистики».